# Morgan (Vermont)
Morgan – miasto w Stanach Zjednoczonych, w stanie Vermont, w hrabstwie Orleans.